# 觸 (佛教)
觸、更樂，佛教術語，有接觸、觸碰、觸覺的意思。觸的定義是，當感官（根）、感官的對象（境）、以及感官的意識（識）三者聚合一處的時候，就稱為觸。舉例來說，當眼睛器官，與一個可見物體，兩者接觸，同時出現你「看見」的感覺與知覺時，就稱為「觸」。為十二緣起的第六支。它也被列為心所，說一切有部列入大地法中，南傳上座部列為七種遍行心所之一。
| 前任： 六處 | 十二因緣 觸 | 繼任： 受 |